# Bảo tàng Giáo dục của Vùng Łódź

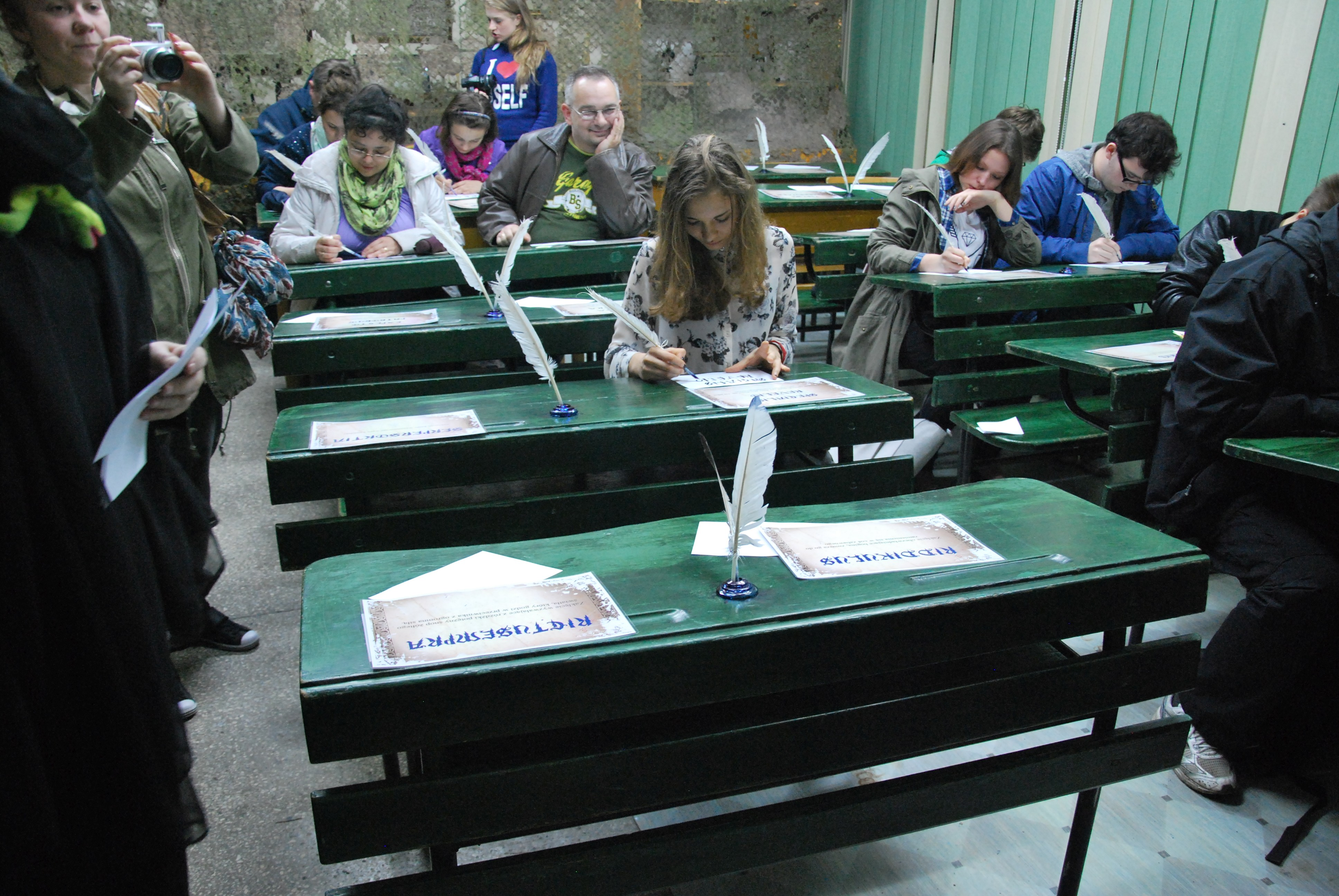
Đêm của các Bảo tàng 2014 tại Bảo tàng Giáo dục của Vùng Łódź

Bảo tàng Giáo dục của Vùng Łódź (tiếng Ba Lan: Muzeum Oświaty Ziemi Łódzkiej) là một bảo tàng tọa lạc tại số 202 Phố Wólczańska, Łódź, Ba Lan. Phạm vi hoạt động của Bảo tàng là thu thập, xử lý, lưu giữ và giới thiệu các tài liệu, hiện vật và kỷ vật có liên quan đến lịch sử giáo dục trong vùng  Łódź.

## Lịch sử
Bảo tàng Giáo dục của Vùng Łódź được thành lập vào năm 1983. Bảo tàng hoạt động trong cơ cấu tổ chức của Thư viện Sư phạm Tỉnh ở Łódź với tư cách là Bộ sưu tập Đặc biệt.

## Triển lãm
Bảo tàng Giáo dục của Vùng Łódź đã thu thập các tư liệu và tài liệu về trường học và các loại hình cơ sở giáo dục khác. Ngoài ra, Bảo tàng còn thu thập kỷ vật của các nhà giáo ưu tú, bao gồm: Zygmunt Lorentz, Alicja Napiórkowska, Zygmunt Hajkowski, Teofil Katra, Jan Marczyński, Kazimierz Marczyńska và Bolesław Wocalewski. Bảo tàng Giáo dục của Vùng Łódź cũng có bộ sưu tập biểu ngữ trường học lớn nhất ở Ba Lan (hơn 100 vật triển lãm).
Từ năm 2010, Bảo tàng Giáo dục của Vùng Łódź tham gia vào Chiến dịch Đêm của các Bảo tàng. Bảo tàng tổ chức các lớp học tại Bảo tàng cho học sinh các trường học. Các lớp học này được tổ chức trong một phòng học được bố trí đặc biệt với các thiết bị giảng dạy cũ như băng ghế cũ, bảng đen, và các thứ khác.